# Ster ZLM Toer 2013
Lo Ster ZLM Toer 2013, ventisettesima edizione della corsa, si svolse dal 12 al 16 giugno su un percorso di 734 km ripartiti in 5 tappe, con partenza da Goes e arrivo a Boxtel. Fu vinto dall'olandese Lars Boom della squadra Belkin Pro Cycling Team davanti al tedesco André Greipel e al britannico Mark Cavendish.

## Tappe
| Tappa  | Data      | Percorso                        | km    | Vincitore di tappa | Leader cl. generale |
| ------ | --------- | ------------------------------- | ----- | ------------------ | ------------------- |
| 1ª     | 12 giugno | Goes > Goes (cron. individuale) | 8     | Robert Wagner      | Robert Wagner       |
| 2ª     | 13 giugno | Breda > Breda                   | 175,7 | Theo Bos           | Robert Wagner       |
| 3ª     | 14 giugno | Buchten > Buchten               | 188,3 | Marcel Kittel      | Marcel Kittel       |
| 4ª     | 15 giugno | Verviers > Jalhay               | 186   | Lars Boom          | Lars Boom           |
| 5ª     | 16 giugno | Gerwen > Boxtel                 | 176,2 | Pim Ligthart       | Lars Boom           |
| Totale | Totale    | Totale                          | 734   |                    |                     |

## Dettagli delle tappe

### 1ª tappa
- 12 giugno: Goes > Goes (cron. individuale) – 8 km

| Pos. | Corridore         | Squadra       | Tempo |
| ---- | ----------------- | ------------- | ----- |
| 1    | Robert Wagner     | Belkin        | 9'40" |
| 2    | Lars Boom         | Belkin        | a 2"  |
| 3    | Tobias Ludvigsson | Argos-Shimano | a 3"  |

| Pos. | Corridore         | Squadra       | Tempo |
| ---- | ----------------- | ------------- | ----- |
| 1    | Robert Wagner     | Belkin        | 9'40" |
| 2    | Lars Boom         | Belkin        | a 2"  |
| 3    | Tobias Ludvigsson | Argos-Shimano | a 3"  |

### 2ª tappa
- 13 giugno: Breda > Breda – 175,7 km

| Pos. | Corridore      | Squadra      | Tempo    |
| ---- | -------------- | ------------ | -------- |
| 1    | Theo Bos       | Belkin       | 3h53'40" |
| 2    | André Greipel  | Lotto        | s.t.     |
| 3    | Mark Cavendish | Omega Pharma | s.t.     |

| Pos. | Corridore     | Squadra       | Tempo    |
| ---- | ------------- | ------------- | -------- |
| 1    | Robert Wagner | Belkin        | 4h03'20" |
| 2    | Lars Boom     | Belkin        | a 2"     |
| 3    | Marcel Kittel | Argos-Shimano | a 4"     |

### 3ª tappa
- 14 giugno: Buchten > Buchten – 188,3 km

| Pos. | Corridore      | Squadra       | Tempo    |
| ---- | -------------- | ------------- | -------- |
| 1    | Marcel Kittel  | Argos-Shimano | 4h33'06" |
| 2    | André Greipel  | Lotto         | s.t.     |
| 3    | Mark Cavendish | Omega Pharma  | s.t.     |

| Pos. | Corridore     | Squadra       | Tempo    |
| ---- | ------------- | ------------- | -------- |
| 1    | Marcel Kittel | Argos-Shimano | 8h36'20" |
| 2    | Robert Wagner | Belkin        | a 6"     |
| 3    | Lars Boom     | Belkin        | a 7"     |

### 4ª tappa
- 15 giugno: Verviers > Jalhay – 186 km

| Pos. | Corridore          | Squadra              | Tempo    |
| ---- | ------------------ | -------------------- | -------- |
| 1    | Lars Boom          | Belkin               | 4h42'51" |
| 2    | Davide Rebellin    | CCC Polsat Polkowice | a 3"     |
| 3    | Maurits Lammertink | Vacansoleil          | s.t.     |

| Pos. | Corridore      | Squadra      | Tempo     |
| ---- | -------------- | ------------ | --------- |
| 1    | Lars Boom      | Belkin       | 13h19'08" |
| 2    | André Greipel  | Lotto        | a 16"     |
| 3    | Mark Cavendish | Omega Pharma | a 25"     |

### 5ª tappa
- 16 giugno: Gerwen > Boxtel – 176,2 km

| Pos. | Corridore           | Squadra     | Tempo    |
| ---- | ------------------- | ----------- | -------- |
| 1    | Pim Ligthart        | Vacansoleil | 4h04'17" |
| 2    | Sven Vandousselaere | Vlaanderen  | s.t.     |
| 3    | Brian van Goethem   | Metec       | s.t.     |

| Pos. | Corridore      | Squadra      | Tempo     |
| ---- | -------------- | ------------ | --------- |
| 1    | Lars Boom      | Belkin       | 17h23'25" |
| 2    | André Greipel  | Lotto        | a 16"     |
| 3    | Mark Cavendish | Omega Pharma | a 25"     |

## Classifiche finali

### Classifica generale
| Pos. | Corridore          | Squadra            | Tempo     |
| ---- | ------------------ | ------------------ | --------- |
| 1    | Lars Boom          | Belkin             | 17h23'25" |
| 2    | André Greipel      | Lotto-Belisol Team | a 16"     |
| 3    | Mark Cavendish     | Omega Pharma       | a 25"     |
| 4    | Michał Gołaś       | Omega Pharma       | a 26"     |
| 5    | Maurits Lammertink | Vacansoleil-DCM    | a 32"     |
| 6    | Marcel Kittel      | Team Argos-Shimano | a 35"     |
| 7    | Marcel Sieberg     | Lotto-Belisol Team | a 36"     |
| 8    | Thomas Dekker      | Garmin-Sharp       | a 43"     |
| 9    | Jürgen Roelandts   | Lotto-Belisol Team | a 47"     |
| 10   | Danilo Wyss        | BMC Racing Team    | a 1'06"   |